# Louis Verstraete
Louis Verstraete (4 de mayo de 1999) es un futbolista belga que juega de centrocampista en el Auckland F. C. de la A-League de Australia.

## Trayectoria
Verstraete comenzó su carrera deportiva en el K. A. A. Gante en 2016, equipo en el que permaneció hasta 2020, cuando fichó por Royal Antwerp.
Como profesional debutó el 22 de diciembre de 2016, en un partido de la Primera División de Bélgica frente al R. S. C. Anderlecht. Su primer gol como profesional lo hizo con el Gent en la Liga Europa de la UEFA 2016-17.

## Selección nacional
Verstraete fue internacional sub-17, sub-18 y sub-19 con la selección de fútbol de Bélgica, y en la actualidad es internacional sub-21 con Bélgica.

## Clubes
| Club                      | País          | Año       |
| ------------------------- | ------------- | --------- |
| K. A. A. Gante            | Bélgica       | 2016-2020 |
| Waasland-Beveren (cedido) | Bélgica       | 2018-2019 |
| Royal Antwerp F. C.       | Bélgica       | 2020-2021 |
| K. V. Oostende (cedido)   | Bélgica       | 2020      |
| Waasland-Beveren (cedido) | Bélgica       | 2021      |
| S. K. Beveren             | Bélgica       | 2021-2024 |
| Auckland F. C.            | Nueva Zelanda | 2024-     |